# 黃條長沫蟬
黃條長沫蟬（学名：Philaenus flavovittatus）为尖胸沫蟬科長沫蟬屬下的一个种。